# Людовинги
Людовинги (нем. Ludowinger) — династия правителей Тюрингии, известная с XI века. Её представители носили титулы ландграфов Тюрингии, пфальцграфов Саксонии и графов Гуденсберга. Династия по мужской линии угасла в 1247 году.

## Происхождение
Первым достоверно известным представителем династии был тюринский граф Людвиг Бородатый (ум. 13 июня 1080). Точное происхождение Людвига неизвестно. Его долгое время отождествляли с Людовиком, одним из сыновей герцога Нижней Лотарингии Карла I и на этом основании считали Людовингов ветвью Каролингов. Об этом Людовике известно очень немного. После того, как Карл I попал в плен, вместе с ним в заключении в Орлеане оказался и Людовик. После смерти отца он был вместе с матерью и сёстрами отдан под охрану Асцелина, епископа Лана. В период между 1005 и 1012 годами он упоминается при дворе герцога Аквитании Гильома V. Он был жив ещё в 1009 году.
Основанием для возникновении данной гипотезы послужили сообщения некоторых французских хронистов (Адемара Шабанского и некоторых других), которые утверждали, что сыновья Карла Лотарингского бежали в Германию. Кроме того, существует грамота императора Священной Римской империи Конрада II, датированная 27 апреля 1039 года, которую он даровал в Госларе Людвигу по просьбе своей супруги Гизелы Швабской. В этой грамоте Конрад называет Людвига «кузеном». Это родство могло происходить только по линии Гизелы: бабушка по линии матери Гизелы, Матильда Французская, приходилось сестрой Карлу Лотарингскому, и, таким образом, в случае, если Людвиг действительно был сыном Карла, то он приходился двоюродным братом Гизеле. Эта версия нашла отражение в созданной в XV веке «Анонимной истории ландграфов Тюрингии». Данную гипотезу в XVI—XVII веках поддерживали многие средневековые историки (Давид Блондель, Цезарь Бороний, П. Паги и ряд других). В XVII веке данную версию оспаривали Жан-Жак Шифле и Шантеро-Лефевр. В настоящее время данная версия происхождения Людвига не находит поддержки у большинства историков.
Существовали и другие версии происхождения Людвига. Так Георг Кролл в своей диссертации (1781 год) выдвинул гипотезу, что Людвиг был сыном Конрада, одного из братьев герцога Швабии Германа II, отца Гизелы Швабской. Ряд гипотез был рассмотрен Генрихом Христианом Зенкенбергом в выпущенной в 1735 году третьем томе труда «Selecta juris et historiarum tum anecdota tum jam edita et rariora». Однако во всех гипотезах были выявлены недостатки, и в целом проблема происхождения Людвига Бородатого до сих пор остаётся неразрешённой.
В настоящее время ряд историков считает, что Людвиг Бородатый был близким родственником графов фон Рейнек.

## История
Согласно «Хронике Рейнхардсбрунна», Людвиг Бородатый получил от императора Конрада II в лен ряд владений около Тюрингенского Леса. Это дарение подтверждено актом, датированным 1039 годом. Людвиг находился на службе у архиепископа Майнца Бардо, который в 1034 год даровал Людвигу разрешение на постройку замка Шауэнбург.
Также известно, что у Людвига был брат Гуго, вассал архиепископа Майнца, владевший богатыми ленами. После смерти Гуго его владения унаследовал сын Вихман, а когда тот погиб, все владения перешли к Людвигу Бородатому. Ещё более богатство Людвига увеличилось благодаря браку с Цецилией фон Зангерхаузен, которая принесла в качестве приданого ряд ленов, включая графство Зангерхаузен. О происхождении Цецилии тоже идут споры, но, возможно, что она была дочерью пфальцграфа Саксонии Бурхарда I фон Госек и Оды Мерзебургской.
Наследовал Людвигу Богатому его сын Людвиг (II) Скакун (ум. 1123). Ему удалось существенно расширить свои владения, стремясь занять доминирующее положение в Тюрингии. Его старший сын Людвиг I (III) (ок. 1090 — 13 января 1140) посредством брака ещё более увеличил владения и в 1131 году получил от императора Лотаря II титул ландграфа Тюрингии, который был конфискован у Германа II фон Винценбурга.
Ландграф Людвиг III Благочестивый (ок. 1152 — 1190) в 1180 году получил титул пфальцграфа Саксонии.
Последним представителем династии был Генрих IV Распе, который в 1246 году был избран антикоролём Германии в противовес Фридриху II Гогенштауфену. Он умер в 1247 году, не оставив прямых наследников, в результате чего династия угасла, и началась война за Тюрингское наследство. В результате неё Тюрингия (за исключением Гессена) досталась маркграфам Мейсена из династии Веттинов.

## Генеалогия
N
- Людвиг (I) Бородатый (ум. 13 июня 1080) — граф в Тюрингии; жена: Цецилия фон Зангерхаузен, наследница Зангерхаузена. Дети:
  - Людвиг (II) Скакун (ок. 1042 — 1123), граф в Тюрингии с 1080; 1-я жена: N из Саксонии, дочь Удальриха (брак аннулирован); 2-я жена: с 1088 Адельгейда фон Штаде (ок. 1065 — 8 октября/14 ноября 1110), дочь Лотаря Удо II, графа Штаде и маркграфа Северной марки, и Оды фон Верль, вдова пфальцграфа Саксонии Фридриха III фон Госек
    - (от 2-го брака) Герман (ок. 1089 — 13 июля 1114)
    - (от 2-го брака) Людвиг I (III) (ок. 1090 — 13 января 1140), граф в Тюрингии с 1123, ландграф Тюрингии с ок. 1131; жена: Гедвига фон Гуденсберг (ок. 1098 — 1148), дочь Гизо IV (ок. 1070 — 1112), графа граф Оберлангау, и Кунигунды фон Бильштейн, графини Гуденсберга
      - Людвиг II Железный (ок. 1128 — 14 октября 1172), ландграф Тюрингии с 1140; жена: Ютта фон Штауфен (ок. 1135 — 7 июля 1191), дочь герцога Швабии Фридриха II Одноглазого и Агнессы фон Саарбрюкен
        - Людвиг III Благочестивый (ок. 1152-1190), ландграф Тюрингии с 1140, пфальцграф Саксонии 1180—1181; 1-я жена: с 1172 (аннулирован) Маргарита фон Клеве, дочь графа Клеве Дитриха II и Адельгейды фон Зульцбах; 2-я жена: с 1184 (развод 1187) Софья Владимировна (ок. 1141 — 5 мая 1198), русская княжна, дочь Владимира Всеволодовича, князя Новгородского или Володаря Глебовича, князя Минского, и польской княжны Рыксы, вдова короля Дании Вальдемара I Великого
          - (от 1-го брака) Ютта (ок. 1175 — 1208/1216); муж: ранее 1190 Дитрих фон Веттин (ум. 13 июня 1207), граф Зоммершенбурга и Гройча

        - Герман I (ум. 25 апреля 1217), пфальцграф Саксонии с 1181, ландграф Тюрингии с 1190; 1-я жена: с 1182 Софья фон Зоммершенбург (ум. 1189/1190), дочь пфальцграфа Саксонии Фридриха II фон Зоммершенбурга, вдова Генриха I, графа Веттина; 2-я жена: с 1196 года Софья фон Виттельсбах (ум. 10 июля 1238), дочь герцога Баварии Оттона I и Агнессы ван Лооз
          - (от 1-го брака) Ютта (ок. 1183 — 6 августа 1235); 1-й муж: с 1194 Дитрих I Угнетённый (ок. 1162 — 18 февраля 1221), маркграф Мейсена и Нидерлаузица с 1197; 2-й муж: с 3 января 1223 Поппо VII (ум. 21 августа 1245), граф фон Хеннеберг
          - (от 1-го брака) Гедвига (ум. 1247); муж: с 1211 Альбрехт II (1183 — 18 декабря 1244), граф Орламюнде с 1206
          - (от 2-го брака) Ирмгарда (ок. 1197 — ок. 1244); муж: с 1211 Генрих I Толстый (ок. 1070 — 8 мая 1251/17 мая 1252), граф Ангальта с 1212
          - (от 2-го брака) Герман (до 1200 — 31 декабря 1216)
          - (от 2-го брака) Людвиг IV Святой (28 октября 1200 — 11 сентября 1227), ландграф Тюрингии и пфальцграф Саксонии с 1217; жена: с 1221 Елизавета Венгерская (7 июля 1207 — 17 ноября 1231), дочь короля Венгрии Андраша II и Гертруды Андекс-Меранской
            - Герман II (ум. 3 января 1241), ландграф Тюрингии и пфальцграф Саксонии с 1227; жена: с 9 октября 1239 Елена Брауншвейг-Люнебургская (18 марта 1223 — 6 сентября 1273), дочь герцога Брауншвег-Люнебурга Оттона I Дитяти и Матильды Бранденбургской
            - Софья (20 марта 1224 — 29 мая 1275); муж: с 1241 Генрих II (ок. 1207 — 1 февраля 1248), герцог Брабанта
            - Гертруда (1226 — 1297), аббатиса Альтенберга около Вицлара

          - (от 2-го брака) Генрих IV Распе (ок. 1204 — 19 февраля 1247), ландграф Тюрингии и пфальцграф Саксонии с 1241, антикороль Германии с 1246; 1-я жена: с ранее 16 мая 1228 Елизавета Бранденбургская (ок. 1207/1216 — 1237), дочь маркграфа Бранденбурга Альбрехта II и Матильды фон Ландсберг; 2-я жена: с февраля 1238 Гертруда фон Бабенберг (ок. 1210/1215 — 1241), дочь герцога Австрии Леопольда VI и Феодоры Ангелины; 3-я жена: с 1241 Беатриса Брабантская (1225 — 11 ноября 1288), дочь герцога Брабанта Генриха II и Марии Гогенштауфен
          - (от 2-го брака) Агнес (ок. 1205 — 24 февраля до 1244); 1-й муж: с 1225 Генрих Жестокий фон Бабенберг (1208 — 3 января 1228); 2-й муж: после 1229 Альбрехт I (ум. 27 сентября/7 ноября 1260), герцог Саксонии с 1212
          - (от 2-го брака) Конрад (ок. 1206 — 24 июля 1241), граф Гуденсберга 1231—1234, Великий Магистр Тевтонского ордена с 1239

        - Генрих Распе III (ок. 1155 — 1180), граф Гуденсберга
        - Фридрих (ум. после 5 сентября 1213), граф Цигенхейна; жена: ранее 1186 Лиутгарда фон Цигенхейн (ум. после 1207), дочь графа Цигенхейна Гоцмара III
          - Софья (ум. после 2 апреля 1247); муж: Бурхард V фон Кверфурт (ок. 1185 — ок. 1243/1246), бургграф Магдебурга
          - Ютта (ум. 7 октября 1220); муж: Фридрих III (ум. 16 октября 1221), граф Брены с 1203

        - Ютта (ум. 2 апреля 1???); муж: Герман (ум. после 1218), граф Регенсбурга

      - Генрих Распе II (ум. ок. 1155), граф Гуденсберга
      - Людвиг (ум. 1189/1190), граф Трансбрюка
      - Цецилия; муж: Ольдржих (Удальрих) (1134 — 18 октября 1177), князь Оломоуца с 1173
      - Адельгейда (ум. после 1140), аббатиса в Эйзенахе
      - Мехтильда; муж: Дитрих Бранденбургский (ум. после 5 сентября 1183), граф Вербена с 1170
      - Ютта (ок. 1135/1140 — 9 сентября 1174); муж: с 1153 Владислав II (ум. 18 января 1174), князь Чехии с 1140, король Чехии (Владислав I) с 18 января 1158

    - (от 2-го брака) Генрих Распе I (ум. 1130), граф Гуденсберга
    - (от 2-го брака) Удо I (ок. 1095 — 1148), епископ Наумбурга с 1125
    - (от 2-го брака) Кунигунда (ум. 1118); муж: Вихман, граф в Саксонии
    - (от 2-го брака) Цецилия (ум. 1141); муж: Герлах I (ум. до 1141), граф Велденца
    - (от 2-го брака) Адельгейда (ум. 1146); муж: ранее 1102 (аннулирован) Ульрих II (ум. 13 мая 1112), граф Веймара и Орламюнде с 1070, маркграф Истрии и Крайны с 1098

  - Беренгар (ок. 1056/1057 — до 25 июля 1110), граф фон Зангерхаузен; жена: Бертрада (ум. 1145), дочь Конрада Веттина, графа Камбурга, и Отильды фон Катленберг
    - Конрад (ок. 1095 — 1145), граф Зангерхаузена и Гонштейна
      - Берта; муж: Элгер фон Ильфельд, граф Гонштейна и Бильштейна

    - Кунигунда; муж: Тимо фон Випра
    - дочь
    - дочь
    - дочь

  - Хильдегарда; 1-й муж: Поппо I (ум. 7 августа 1078), граф фон Хеннеберг; 2-й муж: Тимо, граф фон Нордек
  - Ута; муж: Дитрих, граф фон Линдербах
  - Адельгейда; муж: Людвиг фон Виппра
- Гуго
  - Вихман